# Artur Erikson
Per Artur Erikson, folkbokförd Eriksson, född 5 mars 1918 i Skutskär, död 10 augusti 2000 i Gagnef, var en svensk sångarpastor och evangelist i dåvarande Svenska Missionsförbundet. Erikson var sångare och pianist, och förutom andliga sånger sjöng han Dan Anderssons visor. Han var en av de mest populära artisterna inom kristen sång.

## Biografi

### Uppväxt och utbildning
Artur Erikson föddes i Skutskär i Uppland, där fadern då var fabriksarbetare, och kom som tvååring till Gästrikland där han växte upp i Torsåker och senare i Hedesunda. Han var son till pastor Emil Eriksson och Anna, ogift Larsson. Fadern var en populär predikant i Gästrikland där han cyklade runt och spelade och sjöng. Erikson växte upp i en familj där inte bara föräldrarna, utan alla sex barnen, var musikaliska. 
En äldre bror Firpen Eriksson, som egentligen hette Gunnar, var pianist och uppträdde på 1930-talet med showgruppen Gävlepojkarna.
Artur Erikson lärde sig tidigt melodier utantill; i tioårsåldern började han ackompanjera sin far i Hedesunda missionshus och var snart med på faderns turnéer. Han studerade till målare vid Karlskoga Praktiska Läroverk, men bytte senare yrkesbana och gick en evangelistkurs 1941. Sånglektioner tog han hos Dagmar Gustafson.

### Tjänstgöringar
Erikson hade sin första pastorstjänst i Södra Gotlands Missionsförening 1941–1942 och blev evangelist i Gotländska Missionsförbundet 1943. Han var pastor i Malung 1944–1945 och i Hemse 1946–1949. Därefter var han evangelist i Dalarnas Ansgarsförening 1949–1951 samt pastor i Rättvik 1951–1956. År 1956 anställdes han av Svenska Missionsförbundet på riksnivå och reste med John Hedlunds korstågsteam fram till 1958. Han var sedan pastor i Skara under tiden 1958–1962 innan han åter blev SMF:s evangelist från 1962.

### Sångarkarriär
Artur Erikson slog igenom som sångare efter att ha sjungit "Ovan där" i Hylands hörna 1963 och turnerade sedan även i folkparker med visor och skillingtryck. Han låg på Svensktoppen i tolv veckor med Dan Anderssons "Till min syster" år 1970.
Han spelade in åtskilliga skivor, de flesta på det egna skivbolaget Solist. Erikson var den första kristna artist som belönades med en guldskiva; först med albumet "När den evigt klara morgon gryr" och sedan ett par år senare med albumet "O, store Gud". Sammanlagt blev det hela nio guldskivor. Artur Erikson medverkade på inspelningar tillsammans med sångerskan Anna-Lena Löfgren.
Under många år var han en ofta efterfrågad artist i Sveriges Radios önskeprogram med melodier som Carl Bobergs "O store Gud" och Lydia Lithells "Jag har hört om en stad" samt "Pärleporten".
Han var dirigent i Gotlands Missionsförbunds Sångarförbund och sånglärare vid Hemse folkhögskola 1946–1949. Han gav ut sångböcker för sitt evangelisationsarbete "Korstågssånger" (1955) och "Kristus vandrar bland oss än" (1962).

### Övrigt
Han gifte sig första gången 1945 med Maggie Söderlund (1909–1999) och andra gången 2000 med Kajsa Skörvald (född 1939).
Tillsammans med sin första hustru köpte han i medelåldern en 1700-talsgård i Gagnef i Dalarna. Där byggdes också en inspelningsstudio. På gården skrev han boken "Blomstersång i barndomsland" med dikter om Sveriges alla landskapsblommor. Han tonsatte senare dessa verser och sjöng in på CD-skivor.
Artur Erikson är begravd på Gagnefs kyrkogård tillsammans med första hustrun.

## Psalmer och andra sånger
- Barn från Guds himmel. Häfte med nio jul- och nyårssånger.
- Det är min hand. Erikson komponerade melodin till Anders Frostensons text.
- Din nåd o Gud är stor. Text och melodi av Artur Erikson.
- Frälsare på korsets stam. Eriksons psalmtext och melodi av Ralph E. Stewart
- Från Frälsaren på korsets stam. Erikson komponerade melodin.
- Ja visst gör det ont när knoppar brister. Erikson komponerade melodin till Karin Boyes dikt.
- Kom Herrens dag. Text och melodi av Artur Erikson.
- Åttahundratusen ljusår. Häfte med fem sånger av Erikson.

## Diskografi

### Album
- 1967 – O helga natt
- 1967 – När den evigt klara morgon gryr
- 1968 – O sällhet stor
- 1969 – Viston och spelmansglädje
- 1970 – O store Gud
- 1970 – Sånger vid brasan - tillsammans med Anna-Lena Löfgren
- 1970 – Det hände sig vid Davids by
- 1971 – Jag har hört om en stad
- 1971 – Andliga folksånger
- 1971 – Närmare hemmet - Sånger att minnas och höra igen
- 1972 – Bibliska berättelsesånger och andliga visor
- 1973 – Gospels & spirituals på svenska
- 1973 – En ros utsprungen
- 1974 – Jesus för världen (Dubbel-LP)
- 1974 – Psaltare och lyra
- 1975 – Herren är min herde
- 1975 – Mor sjunger
- 1976 – Vårflodsveckor...Blomstertid
- 1976 – Låt oss gå till Betlehem
- 1977 – Låt solen skina - tillsammans med Catharina Olsson och Lars Roos
- 1977 – Beata Magdalenas önskesånger
- 1978 – Vind och väg
- 1979 – Pingst
- 1979 – Du känner mej
- 1980 – Upp till Sions gårdar - tillsammans med Nils Lindberg
- 1980 – Lovsång på hemvägen - tillsammans med Minikoret Oslo
- 1981 – 25 år på grammofon (Dubbel-LP)
- 1982 – Sjunga om Jesu nåd - tillsammans med Troendegruppen
- 1989 – Blomsterång i Barndomsland, Landskapsblommor.
- 1990 – Ropa ut från bergen
- 1995 – Bortom blommorna och sången
- 1996 – Artur Erikson sjunger julsånger
- 2000 – Ovan där - Ett minnesalbum
- 2002 – Våra kära sånger

### Singel-EP
- O, att jag kunde som lärkan sjunga
- Ovan där
- Så helt förlåter Gud
- Guds barn jag är
- Betlehems stjärna
- Som hjorten på den torra hed
- Var redo
- En undrens Gud är Herren Gud
- Ingen min nöd och smärta förstår
- Davids Psalm 42
- Det blir något i himlen för barnen att få
- Medan allting ler och blommar
- Korståg i Vårgårda
- Det enda
- Evighetens morgon
- Änglaskarans sång
- Artur Erikson sjunger julens sånger
- I min andes fördoldaste djup
- Man säger att jag drömmer
- Danke
- Jag sökte Gud
- Gören portarna höga
- Ur: Ahnfeldts sånger
- Fyra gamla berättelsesånger
- Spirituals på svenska
- Ur: Hultmans Solskenssånger
- Fyra sånger av Carl Boberg
- Davids Psalm 32
- Fyra vardagsvisor om kärleken, livet och Gud
- Nils Bolander: Biskop - Diktare
- Korståget - Ekenässjön 1967
- Somnar jag in med blicken fäst
- Säg minnes du psalmen?
- O sälla dag/Räck mig din hand - tillsammans med Anna-Lena Löfgren
- Till min syster/Väverskan
- Tre sköna visor
- En viskning och han hör dig/Som liljan på sin äng

## Mer läsning
- Karin Johansson 2012: Artur Erikson. Nordens sångarpastor. Född kristen. Född förkunnare. Född sångare (229 sidor).[9]